# Vavá (cantante)
Wagner Duarte (Santos, São Paulo, 16 de octubre de 1973), conocido como Vavá, es un cantante brasileño de pagode, además vocalista del grupo Karametade.

## Carrera
Su carrera como cantante comenzó junto a Karametade a mediados de 1996. En 1997, lanzaron su primer CD con un gran impacto a nivel nacional, los éxitos más escuchados en todo Brasil fueron "Decisión", "mejor si se echa a perder." 
Permaneció en el escenario hasta el 2000 con la canción titulada "Morango do Nordeste ", uno de sus temás más escuchadas en la radio en ese momento. 
Debido a luchas internas y acusaciones entre los miembros del grupo en 2001, Vavá fue luego inició su carrera como solista y lanzó su primer CD para el sello Sony Music. Vava carrera alcanzó su punto máximo con la canción titulado "Tua Cara" y "Desencontros".
En 2002, lanzó su segundo disco en solitario, también ha logrado un gran éxito con canciones  "Convite de Casamento" y "Olhando a imensidão do mar".  En 2003 lanzó su tercer disco titulado "Voy", pero esto había promocionado a cabo sólo una canción en la radio a cambio de un pago económico.
También interpretó algunas canciones cantadas en español como "Toda mujer, ya nace para morir de amor".